# امتداد جبري
في الرياضيات، امتداد جبري (بالإنجليزية: Algebraic extension)‏ هو امتداد للحقول L/K حيث كل عنصر من الحقل الكبير L هو جبري على الحقل الأصغر منه K؛ أي أن كل عنصر من L هو جذر لمتعددة حدود غير منعدمة عواملها تنتمي إلى K.

## تعميمات
- امتداد غالوا
- امتداد قابل للعزل (رياضيات)
- امتداد اعتيادي